# Chust (hrad)
Chustský hrad (ukrajinsky Хустський замок, maďarsky Huszti vár) je pozůstatek středověkého hradu ve městě Chust v Zakarpatské oblasti na Ukrajině. V současné době se jedná o zříceninu. Stojí na vrcholku jihozápadně od středu města, za řekou Chustec.
Ve své době se jednalo o jeden z nejvýznamnějších hradů na území Uher. Od 12. století hrál důležitou strategickou roli, kontroloval cestu k solným dolům v okolí města Solotvina a bránil několik uherských měst. Opakovaně byl obléhán tatarskými, tureckými a habsburskými vojsky. Po roce 1541 se postupně stal klíčovou pevností Sedmihradského knížectví a jeho pány byla významná sedmihradská knížata. Byl jedním z center Rákócziho povstání a teprve po jeho pádu jej získali Rakušané. Císař nařídil jeho zničení, ale tehdy hrad unikl svému osudu. Nakonec byl v roce 1766 zničen úderem blesku, po němž vypukl požár, který zasáhl sklad střelného prachu. Výbuch zničil většinu stavby a hrad poté už nebyl obnoven.

## Galerie
- Zřícenina hradního paláce
- Bastion
- Model hradu ve městě